# Антуанетта Авріль Гардінер
Принцеса Муна аль-Хусейн (уроджена Тоні Авріль Гардінер; нар. 25 квітня 1941). Мати короля Абдалли ІІ. До розлучення 21 грудня 1971 року була другою дружиною короля Хусейна. За походженням була британкою, але взяла ім'я Муна аль-Хусейн на час шлюбу за традиціями йорданської культури. Вона ніколи не мала титулу королеви, хоча була дружиною короля.